# Dagmálafjall (berg i Island, Västlandet)
Dagmálafjall är ett berg i republiken Island. Det ligger i regionen Västlandet, i den västra delen av landet, 70 km norr om huvudstaden Reykjavík. Toppen på Dagmálafjall är 740 meter över havet, eller 83 meter över den omgivande terrängen. Bredden vid basen är 1,7 km.
Trakten runt Dagmálafjall är nära nog obefolkad, med mindre än två invånare per kvadratkilometer. Det finns inga samhällen i närheten. Trakten runt Dagmálafjall består i huvudsak av gräsmarker.